# Боевое жонглирование
Боевое жонглирование — боевая или гладиаторская соревновательная игра для жонглёров, где участник пытается выбить шарики противника, в то же время удерживая свою схему жонглирования. В её наиболее типичной форме несколько игроков жонглируют тремя булавами каждый, пытаясь вмешиваться в жонглирование других игроков, до тех пор, пока не останется победитель — единственный жонглёр с тремя булавами (не обязательно с теми, с которыми начал).

## Основные правила
Основные правила относительно просты:
- По сигналу все начинают жонглировать.
- Последний человек, жонглирующий полным набором булав, выигрывает.

Боевым аспектом является то, что игроки умышленно жонглируют таким образом, чтобы мешать друг другу, однако не прибегая к умышленному контакту.
Соревнование проходит чаще всего с тремя булавами у каждого игрока. Очень опытные жонглеры могут биться с четырьмя или пятью булавами, но «бои» получаются короче. У новичков допускаются схватки с шариками вместо булав.

## В популярной культуре
Высшая лига соревнования, командная версия боевого жонглирования Всемирной Федерации Жонглёров(англ.), была показана:
- ABC’s Good Morning America в эфире 11 апреля 2013 г.
- MSN.com Лучшее видео, появилось 23 мая 2013 г.
- Colbert Report в эфире 5 августа 2013 г.
- TruTV’s World’s Dumbest в эфире 22 августа 2013 г.
- Steve Harvey Show в эфире 13 мая 2014 г.